# Hypericum aciferum
Hypericum aciferum é uma espécie de angiosperma do gênero Hypericum e da família Hypericaceae. É um pequeno arbusto endêmico da ilha grega de Creta. H. aciferum cresce formando um tapete no solo, com ramos entrelaçados, folhas em forma de agulha e pétalas douradas alongadas. Suas flores são heterostílicas, ou seja, a espécie pode apresentar dois tipos de flores em plantas diferentes. Essa característica é única dentro do gênero Hypericum, sendo compartilhada apenas com H. russeggeri [en] e H. aegypticum [en], as três espécies da seção Adenotrias.
A espécie foi descrita por Werner Greuter [en] em 1965 como Elodes acifera e, posteriormente, classificada na seção Adenotrias do gênero Hypericum por Norman Robson [en] em 1984. Hypericum aciferum possui uma distribuição extremamente limitada no canto sudoeste de Creta, onde é encontrada em fendas rochosas. Foi classificada como espécie em perigo várias vezes nas décadas de 1980 e 1990, devido à sua população reduzida e ameaças como pastoreio e incêndios. A espécie é protegida pela Agência Europeia do Ambiente, e uma reserva de plantas foi estabelecida em 2015 para sua conservação. A União Internacional para a Conservação da Natureza reavaliou H. aciferum como espécie vulnerável em 2021, registrando sua população como estável. A planta não é utilizada por humanos para fins ornamentais ou farmacêuticos.

## Etimologia
O nome do gênero Hypericum possivelmente deriva das palavras gregas hyper (acima) e eikon (imagem), em referência à tradição de pendurar a planta sobre ícones religiosos em residências. O epíteto específico aciferum vem do latim e provavelmente se refere às folhas em forma de agulha da planta.

## Descrição
Hypericum aciferum é um pequeno arbusto que cresce cerca de 5 a 6 cm de altura. A espécie se desenvolve rente ao solo, com numerosos ramos entrelaçados que se pressionam contra o solo, formando um tapete que pode atingir até 60 cm de largura. Os caules e folhas não possuem pelos na superfície e também não apresentam qualquer tipo de glândulas.
Os caules são predominantemente cilíndricos quando a planta atinge a maturidade. As folhas são dispostas em lados opostos do caule, sendo estreitas, mas com uma extremidade mais espessa e arredondada. Elas medem de 0,5 a 1,2 cm de comprimento e de 0,06 a 0,14 cm de largura. A nervura central é elevada na parte inferior da folha, como a quilha de um navio, mas ligeiramente sulcada na parte superior. As folhas têm formato de agulha e textura semelhante a couro.
As flores são organizadas em pequenos cachos simples, consistindo de um único ramo. Cada cacho geralmente contém duas ou três flores, cada uma sustentada por um pedúnculo de cerca de 0,2 cm de comprimento. As flores têm 0,8 cm e são heterostílicas, com sépalas elípticas e pétalas amarelo-douradas longas. As pétalas medem 0,75 cm de comprimento e 0,15 cm de largura, com as extremidades curvadas. Os estames estão agrupados em três conjuntos de três, com anteras carnosas. A cápsula da semente é deiscente, ou seja, abre-se ao longo de três fendas.
As plantas de Hypericum aciferum podem apresentar um de dois tipos de flores, um fenômeno conhecido como heterostilia. Nas flores do Tipo 1, os estilos são muito mais longos que os estames; nas flores do Tipo 2, os estames são muito mais longos que os estilos. A polinização por insetos (entomofilia) geralmente ocorre apenas entre tipos diferentes de flores, promovendo diversidade genética dentro da espécie. Um estudo em pequena escala sugeriu uma proporção de flores do Tipo 1 para o Tipo 2 de 1:1,5.
Hypericum aciferum é muito semelhante em aparência às outras duas espécies da seção Adenotrias: H. russeggeri e H. aegypticum. Pode ser distinguido principalmente por seu tamanho reduzido. Em comparação com H. russeggeri, também possui folhas mais estreitas, menos flores, pétalas com menos curvatura e menos estames em cada grupo.

## Taxonomia
A espécie foi formalmente descrita por Werner Greuter na revista Candollea em 1965. Ao discutir em qual gênero posicionar a nova espécie, Greuter afirmou que ela apresenta aparência e habitat natural semelhantes às plantas do gênero Triadenia. No entanto, ele também declarou que não considerava Triadenia um táxon válido, pois espécimes de T. microphylla (a espécie-tipo na qual o gênero foi baseado) foram identificados como Hypericum aegypticum. Assim, ele optou por classificar a nova espécie no gênero relacionado Elodes, nomeando-a Elodes acifera. Além disso, ele hipotetizou que uma espécie chamada Elodes russeggeri (atualmente Hypericum russeggeri e anteriormente Triadenia russeggeri) era próxima de E. acifera. Com isso, criou uma nova seção dentro de Elodes, chamada Adenotrias.
Norman Robson descreveu a espécie novamente em 1967 na revista Feddes Repertorium, transferindo-a para o gênero Hypericum com o nome atualmente aceito, Hypericum aciferum. O novo nome foi confirmado no catálogo de espécies Flora Europaea dois anos depois, e Werner Greuter corroborou a classificação no Museu de História Natural Goulandris [en] em 1973.
Em vários momentos após a atribuição de Robson ao gênero Hypericum, diversas seções desse grande gênero foram novamente separadas. O principal motivo foi certas adaptações florais convergentes que Robson denominou "síndrome de Elodes". Embora a seção Adenotrias também possua essas adaptações, ela foi mantida no gênero, o que significa que o nome Hypericum aciferum permaneceu constante; isso foi confirmado por um estudo de filogenética molecular em 2013.

## Distribuição, habitat e ecologia
Hypericum aciferum foi originalmente descrito a partir de uma única localidade no sudoeste de Creta. Atualmente, é conhecido como endêmico da ilha de Creta, sendo encontrado em apenas duas localidades: uma na região de Sfakiá e outra na área de Selino. Hypericum aciferum é uma planta casmófita, frequentemente crescendo em fendas de rochas. É encontrada entre rochas de calcário ou outras rochas calcárias em altitudes de 5 a 40 metros. Apesar de ter um habitat muito semelhante ao de H. russeggeri e H. aegypticum, é muito menos frequentemente encontrada.
Hypericum aciferum pode ser encontrado junto a várias outras espécies, incluindo Allium bourgeaui, Centaurea argentea, Dianthus fruticosus, Origanum dictamnus [en], Ornithogalum creticum e Staehelina fruticosa. Parte da população está localizada dentro de uma floresta de pinheiro-de-alepo. Um método pelo qual H. aciferum se propaga é via mirmecocoria; formigas ajudam a dispersar suas sementes ao transportá-las de um lugar para outro.
A planta pode ser facilmente propagada a partir de sementes armazenadas em um banco de sementes. Isso é feito plantando as sementes na primavera, cobrindo-as levemente com solo. Elas germinam em 1 a 3 meses a uma temperatura de 10 a 16 °C. As plantas crescem melhor em fendas rochosas ensolaradas e secas, com proteção contra a umidade do inverno. A divisão de plantas maduras é realizada na primavera.

## Conservação
A Lista de plantas raras, ameaçadas e endêmicas da Europa da União Internacional para a Conservação da Natureza classificou Hypericum aciferum como endêmica da Grécia e uma espécie em perigo em 1982. Em 1994, a Agência Europeia do Ambiente marcou Hypericum aciferum como uma "espécie de flora estritamente protegida". Uma avaliação mais detalhada foi incluída no Livro Vermelho de Dados da Grécia de 1995, que contou um total de 95 plantas da espécie na natureza e algumas cultivadas em um jardim municipal em Heraclião. H. aciferum também foi incluído na Lista Vermelha da IUCN de 1997, onde sua classificação como espécie em perigo foi confirmada.
Desde 2015, a maior parte da população de Hypericum aciferum está contida em uma reserva de plantas de cerca de 6,5 hectares. Ela está localizada perto de Agia Ruméli, na praia de Fournoti, e consiste na saída de uma pequena área de cânion. A reserva de plantas continha cerca de 130 plantas da espécie em 2013 e apresentava uma situação "favorável" para conservação, com o objetivo de eventualmente alcançar 300 plantas. No entanto, devido ao número criticamente baixo de plantas, ainda há um alto risco de extinção para a espécie. As maiores ameaças a Hypericum aciferum são a atividade humana, incêndios e erosão de seu habitat. O pastoreio de gado e as mudanças climáticas também representam leves estressores para a espécie. A IUCN reavaliou a espécie em 2021, classificando Hypericum aciferum como espécie vulnerável e com uma população estável.

## Usos
Hypericum aciferum tem uma adequação extremamente baixa para uso como planta ornamental e é particularmente inadequada como planta em vasos ou para pátios. Diferentemente de outros membros de Hypericum, a espécie não é conhecida por ter qualquer uso farmacêutico até 2007.